# Cravans
Cravans är en kommun i departementet Charente-Maritime i regionen Nouvelle-Aquitaine i västra Frankrike. Kommunen ligger  i kantonen Gémozac som ligger i arrondissementet Saintes. År 2022 hade Cravans 859 invånare.

## Befolkningsutveckling
Antalet invånare i kommunen Cravans
Referens:INSEE